# James McDonald

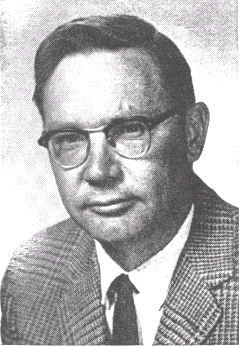
James E. McDonald

James E. McDonald (* 7. Mai 1920 in Duluth, Minnesota; † 13. Juni 1971 in Tucson, Arizona) war ein US-amerikanischer Atmosphärenphysiker an der Universität von Tucson im Bundesstaat Arizona und UFO-Forscher.

## James McDonald und die UFO-Frage
McDonald setzte sich in den 1960er Jahren dafür ein, das UFO-Phänomen einer wissenschaftlichen Untersuchung zuzuführen, da das einzige Gremium, das sich offiziell damit befasste – die Untersuchungskommission der US Air Force (Project Blue Book) – dies seiner Ansicht nach nicht leistete. 
Er sprach sich für die extraterrestrische Hypothese aus, die er für ein plausibles, wenn auch noch nicht beweisbares Erklärungsmodell hielt. 
McDonald hatte Kontakte zu vielen anderen UFO-Forschern – unter anderem zu Donald E. Keyhoe, dem Verfasser des ersten historischen UFO-Buchs (Flying Saucers Are Real, 1950) und Direktor der größten US-amerikanischen UFO-Organisation NICAP (National Investigations Committee on Areal Phenomena) –, blieb jedoch eher ein Einzelgänger, indem er keiner UFO-Organisation als Mitglied beitrat. 
Als UFO-Forscher befragte McDonald mehr als 500 Personen, die nach eigenen Angaben UFO-Augenzeugen waren.

## Konflikt mit Philip J. Klass
Zwischen McDonald und dem Skeptiker Philip J. Klass kam es zu einem freundlichen Briefverkehr, in dem Klass in vorsichtiger Weise eine Plasmatheorie als Erklärung ins Spiel brachte. McDonald stimmte ihm zu, dass diese Theorie einen Teil der UFO-Sichtungen möglicherweise erklärte. Als jedoch Klass seine Hypothese ausweitete und behauptete, sie träfe auf die meisten, wenn nicht sogar alle UFO-Sichtungen sowie auch auf vermeintliche Entführungen durch Außerirdische, fand McDonald dies vollkommen absurd und verfasste eine detaillierte Entgegnung. 
Als McDonald Ende 1967 im Auftrag des Office of Naval Research (ONR, US-Navy-Forschungseinrichtung) zwecks meteorologischer Studien nach Australien reiste und dort in seiner Freizeit UFO-Meldungen nachging, brachte Klass eine öffentliche Kampagne gegen McDonald ins Rollen, indem er ihm Zweckentfremdung von Steuergeldern vorwarf. Diese Kampagne scheiterte, da die ONR, der das UFO-Interesse von McDonald bekannt war, sich nicht davon beeindrucken ließ und sich hinter McDonald stellte.
Daraufhin belegte Klass, dass McDonald zumindest kleine Summen von Forschungsgeldern der Regierung für seine UFO-Forschungen verwendete, so dass die ONR – offenbar aus Furcht vor einer öffentlichen Kontroverse – McDonalds meteorologische Studien nicht mehr finanziell unterstützte.

## Anhörung vor dem Kongress, 1968
1968 fand vor dem Kongress eine Anhörung zum Thema UFOs statt, an der auch McDonald beteiligt war. Er sagte aus, dass seiner Auffassung nach UFOs ganz real seien und wir deshalb nicht wüssten, was sie seien, weil wir sie vor dem Gerichtshof der Vernunft ausgelacht hätten. Die Möglichkeit, dass diese Flugobjekte extraterrestrische Flugobjekte seien und wir es hier mit einer Beobachtung durch eine fortgeschrittene Technologie zu tun hätten, sei eine Möglichkeit, die er sehr ernst nähme. Ferner betonte er, dass er die extraterrestrische Hypothese nicht aufgrund stichhaltigen Beweise zu ihren Gunsten akzeptiere, sondern vielmehr weil er die anderslautenden Hypothesen für inadäquat halte.

## Kritik der Condon-Studie
James McDonald akzeptierte die Schlussfolgerungen der Condon-Studie nicht, weil 30 % der untersuchten Fälle im Abschlussbericht ungeklärt geblieben seien. Das Beweismaterial würde nach seiner Meinung eher die gegenteilige Schlussfolgerung untermauern – dass UFOs weitergehende wissenschaftliche Untersuchungen erheischen – als die offizielle Schlussfolgerung, die zu der Empfehlung führte, die Untersuchung nicht fortzuführen.

## AAAS-Vortrag „Wissenschaft im Leistungsverzug“
McDonald hielt 1969 einen Vortrag „Science in Default“ (Wissenschaft im Leistungsverzug) vor der AAAS American Association for the Advancement of Science (Amerikanische Vereinigung für die Förderung der Wissenschaften). Er zog Bilanz hinsichtlich des derzeitigen Standes der UFO-Forschung und unterzog die Condon-Studie einer energischen Kritik.
James McDonald beging am 13. Juni 1971 Suizid, nachdem er einen ersten Selbsttötungsversuch im Mai überlebt hatte.